# 勞氏肉瘤病毒
勞氏肉瘤病毒 （Rous sarcoma virus，RSV）是一種反轉錄病毒，並且是首種被發現的腫瘤病毒，會在雞中引起肉瘤。與所有反轉錄病毒一樣，它將其RNA基因組反轉錄成cDNA，然後再整合到宿主DNA中。

## 歷史
在1911年，任職於洛克菲勒大學的裴頓·勞斯進行了一項實驗，他將患有肉瘤的雞的無細胞萃取物注入健康的雞體內，結果發現這種萃取物能夠引起癌變，這就是人類首次發現勞氏肉瘤病毒的過程。這種由萃取物引起的腫瘤是由結締組織（一種肉瘤）所組成。 因此，RSV被認為是第一種可以用來研究癌症分子發展的致癌反轉錄病毒。
1958年，哈利·魯賓和霍華德·馬丁·特明開發了一種新的檢測方法，該方法可透過感染RSV改變雞胚纖維母細胞的形態。到了1960年，霍華德·特明得出結論一個重要的結論，即細胞的轉化形態是由RSV的一種遺傳特性所控制的。接著，霍華德·特明等人又發現了兩個重要的事實：在分離出來的病毒中，複製能力強的病毒與RSV相關，卻沒有轉化能力；但另一株複製缺陷型的RSV菌株則具有轉化能力。這兩個發現得出了RSV中病毒複製和惡性轉化是兩個獨立的概念。
由於發現了勞氏肉瘤病毒的重要性，裴頓·勞斯於1966年獲得諾貝爾生理學或醫學獎。 隨後，其它科學家亦陸續發現如人類疱疹病毒第四型等的人類致癌病毒。

## 結構與基因體
RSV是一種屬於第六組的含套膜病毒，其基因體為正鏈RNA，並在生命週期中產生DNA中間體。
具自由複製能力的RSV通常具有下列四個基因：
- gag基因 – 編碼囊膜蛋白
- pol基因 – 編碼反轉錄酶
- env基因 – 編碼包膜基因
- src基因（英语：v-Src） – 編碼一種酪氨酸激酶，將磷酸基團附著到宿主細胞蛋白中的酪氨酸。

然而，不是所有RSV菌株都具有所有四個基因。因此，並非所有的RSV菌株都能既自我複製又引起轉化。目前尚不清楚RSV的原始菌株是否具有自我複製的能力，或者是否有些後代菌株後來獲得了這種能力。 大部分急性腫瘤或轉化的反轉錄病毒不能在沒有輔助病毒的情況下複製，這也使RSV的非缺陷菌株相當獨特。
RSV基因體具有長末端重複序列，使其能夠整合到宿主基因體中，並且過度表達RSV基因。

### Src基因
src基因是癌基因，可觸發異常宿主細胞的無限生長。它是第一個被發現的反轉錄病毒腫瘤基因。 它是一種後天獲得的基因，在整個動物界中都存在，並在不同物種間具有高度的保守性。
雞的src基因被RSV併入並整合到其基因體中。
v-Src基因賦予病毒能夠刺激宿主細胞的無控制有絲分裂，為新感染提供充足的細胞。儘管src基因對RSV的繁殖並非必要，但當它存在時，會大幅增加致病力。
Src是一種參與調節細胞生長和分化的酪氨酸激酶，具有SH2和SH3區域，這些區域負責其活化和抑制。

### RNA二級結構
RSV的RNA基因體包含一個極長的3'-UTR，長度在5000—7000碱基对之間，通常會將其引導至真核宿主細胞內的無義介導的mRNA降解（NMD）。在3'-UTR內已經確定了一個保守的二級結構元件，被稱為勞氏肉瘤病毒穩定性元件（英語：Rous Sarcoma Virus Stability Element，RSE）。 此元件已經被證明可以防止未剪接的病毒之RNA降解。
RSE元件最初是在RSV的基因體中被發現的，但似乎在整個鳥類反轉錄病毒家族中高度保守。RSE元件長度約為300碱基对，位於gag自然轉譯終止密碼子的下游。RSE元件的二級結構已經透過RNAse降解和SHAPE分析確定。
此外，RSV中還確定了其他的元件，其中包括一引子結合位。

### Gag蛋白
對於病毒粒子的組裝以及成熟病毒感染宿主細胞的過程來說，gag蛋白扮演著關鍵的角色。RSV的gag蛋白（Pr76）包含701個胺基酸。此蛋白被病毒編碼的蛋白酶切割，並釋放出在感染性病毒粒子中可以找到的產物。這些切割產物包括基質（MA）、衣殼（CA）和核殼（NC），能夠進入其他途徑來感染新的細胞。

### RSV套膜
RSV具有一個包含一種醣蛋白的套膜：env。Env由gp85和gp37組成，這些糖蛋白能夠組裝成寡聚體，其功能是將RSV與宿主細胞受體結合並以不受pH值影響的方式誘導與目標細胞的融合。套膜則是在胞吐作用期間獲得的，病毒在細胞質膜上形成突出部，使其能夠帶著來自宿主細胞的新外膜離開細胞。

## 複製週期

### 進入細胞
RSV透過胞吞作用或與宿主細胞膜的融合進入宿主細胞。

### 轉錄
RSV基因組的轉錄，需要4S RNA作為RSV的引子，而70S RNA則作為DNA合成的模板，並再透過RNA複製酶，將病毒RNA轉錄成全長的DNA互補股。

## 外部連結
- 醫學主題詞表（MeSH）：Rous+sarcoma+virus
- 反轉錄病毒3'-UTR穩定元件的Rfam條目 （页面存档备份，存于）